# Gauaqui (Badaquexão)
Gauaqui (Gāwaki) é uma vila na província de Badaquexão, situada no nordeste do Afeganistão.